# 真珠港駅
真珠港駅（しんじゅこうえき）は、かつて三重県志摩郡阿児町神明（現・志摩市阿児町神明）にあった近畿日本鉄道志摩線の駅（廃駅）である。当駅は賢島にある英虞湾に面した貨物駅であり、志摩線の終着駅であった。

## 歴史

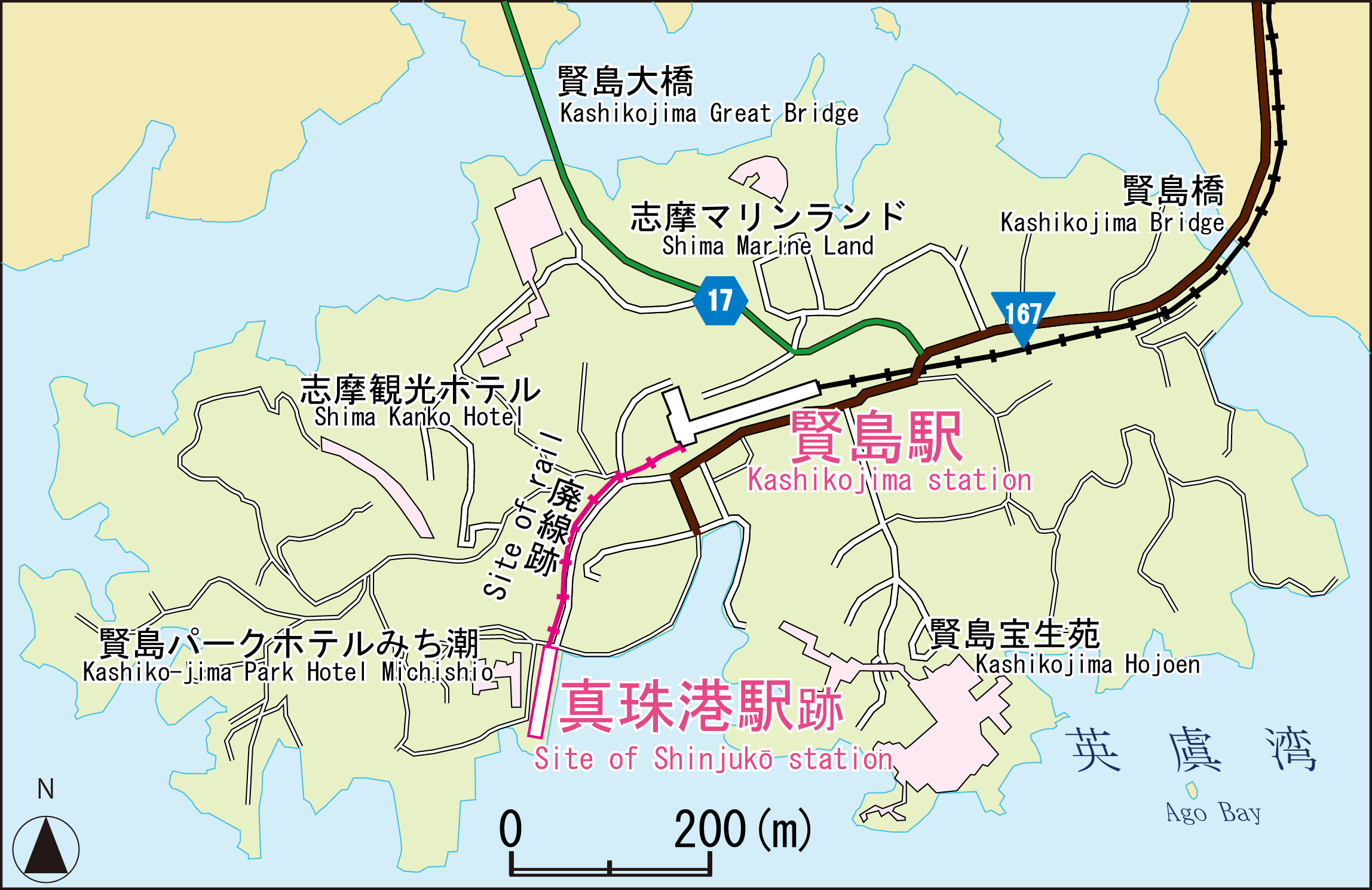
真珠港駅跡の地図

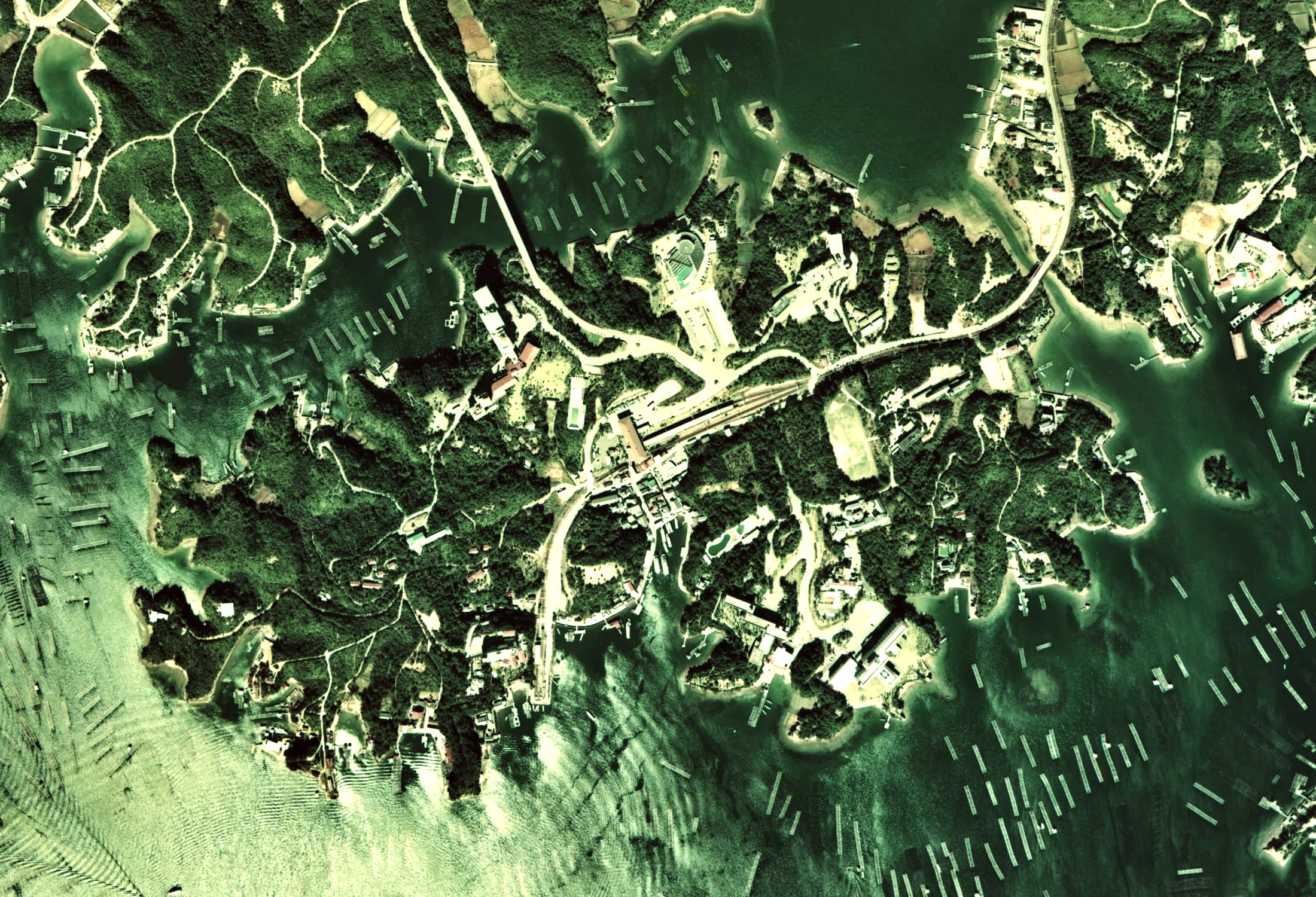
1975年（昭和50年）の賢島の空中写真。真珠港駅跡が留置線になっている様子がわかる。

1929年（昭和4年）7月、賢島駅から0.3 kmのところに開業する。当時の運行事業者は志摩電気鉄道（志摩電鉄）であり、鳥羽で参宮線に貨車が乗り入れできるよう、軌間は狭軌（1067 mm）で建設された。志摩電鉄は真珠養殖資材の輸送により成長を遂げ、賢島は真珠養殖資材基地となった。真珠港駅は当初から貨物駅であり、賢島駅ですべての乗客を降ろし、そのまま真珠養殖資材を載せた貨車を引いて真珠港駅へ向かう姿が廃止となるまで見られた。
戦後、三重県の真珠産業は活況を呈し、長年真珠収量日本一の座を保った。しかし密殖による病気の発生、水質汚染、世界的な真珠価格の暴落を背景に、志摩地方の真珠養殖業は1965年（昭和40年）頃から斜陽化していく。これにより真珠養殖資材基地としての賢島の役割は失われ、志摩電鉄を引き継いだ三重交通は貨物輸送の不振で鉄道部門の経営が悪化し、他の路線と共に近畿日本鉄道へ志摩線を譲渡した。
志摩線を譲り受けた近畿日本鉄道は志摩地方の観光地としての潜在力を認知しており、1964年（昭和39年）6月、社内に「伊勢志摩開発委員会」を設置し「伊勢志摩総合開発計画」を策定した。同計画では鳥羽地区と志摩地区での開発を企画し、特に志摩を重視した。そして1970年（昭和45年）の日本万国博覧会（大阪万博）に合わせて名古屋・大阪方面から志摩線へ近鉄特急の直通運転を実施することとなり、志摩線の軌間を標準軌（1435 mm）に改めることとなった。これにより、国鉄貨車との相互乗り入れが不可能となることから、賢島 - 真珠港間は存在意義を失って1969年（昭和44年）7月1日に廃止された。真珠港駅の廃止と同時に、志摩線を行く貨車も姿を消した。

### 廃駅後
駅としては廃止されたものの、しばらくは車両の留置線として存続した（賢島車庫）。この留置線は賢島駅構内という扱いで、賢島駅改良工事の際に、特急列車ホームより一段下がったところにあった普通列車ホームを特急列車ホーム側へ移設する工事に伴って1993年（平成5年）に撤去された。
1997年（平成9年）時点では賢島駅南口から廃線跡の細長い草むらが海へ向かって伸びており、真珠港駅跡は空地となっていた。また付近の「急傾斜地崩壊危険区域」の看板には廃線となった区間が描かれたまま残っていた。2003年（平成15年）7月16日には賢島 - 真珠港間の廃線跡に沿った阿児町道（現・志摩市道）に地元のボランティア団体「好きです賢島里の会」がツツジ100株とハナスベリヒユ250株を植栽した。2014年（平成26年）時点で鉄道遺構を現地で確認することができなくなっており、2016年（平成28年）時点で真珠港駅跡は駐車場と化した。
2016年（平成28年）3月、「賢島今昔物語第2弾」と題した企画展が志摩市歴史民俗資料館で開催され、その中の展示の1つとして営業当時の真珠港駅とその跡地を比較した写真が公開された。

### 年表
- 1929年（昭和4年）7月23日：志摩電気鉄道の鳥羽 - 当駅間開通時に開業[17][18]。
- 1944年（昭和19年）2月11日：志摩電気鉄道ほか6社が合併、三重交通が発足し同社志摩線の駅となる[19]。
- 1964年（昭和39年）2月1日：三重交通の鉄道事業が三重電気鉄道に分離譲渡され、同社の駅となる[20]。
- 1965年（昭和40年）4月1日：近畿日本鉄道との合併により同社の駅となる[20]。
- 1969年（昭和44年）7月1日：賢島 - 当駅間廃止に伴い廃駅[10]。

## 利用状況
真珠養殖資材の積み下ろし、水産物の出荷などに利用された。
| 年度   | 発送（t）  | 到着（t）  | 収入（千円） |
| ------ | ---------- | ---------- | ------------ |
| 1958年 | 1,574.0    | 5,258.0    | データなし   |
| 1967年 | データなし | データなし | 137          |
| 1968年 | データなし | データなし | 0            |
| 1969年 | データなし | データなし | 29           |